# A Song for Ella Grey
A Song for Ella Grey ist ein Jugendroman des britischen Schriftstellers David Almond, der 2014 von Hodder Children’s Books veröffentlicht wurde. Übersetzt ins Deutsche wurde er unter dem Titel Ein Lied für Ella Grey.

## Hintergrund
David Almond greift den antiken griechischen Mythos von Orpheus und Eurydike auf und erzählt ihn als zeitgenössische Liebesgeschichte neu. Die Charaktere sind Ella und Orpheus, zwei Jugendliche, die im Nordosten Großbritanniens aufwachsen.
Erzählt wird aus der Perspektive von Claire, Ellas bester Freundin und größten Bewunderin. Während sie sich auf ihren Schulabschluss vorbereiten, begegnen sie Orpheus, einem begnadeten Musiker, der alle in seinen Bann zieht.
Ella und Orpheus verlieben sich unsterblich ineinander und Claire kann nur noch tatenlos mitansehen, wie die tragische Liebesgeschichte ihren Lauf nimmt.
Der Coming-of-Age-Roman behandelt die Themen Tod, Freundschaft, Liebe und Eifersucht.

## Inhalt
Claire, Ella und ihre Schulkameraden wohnen in Newcastle upon Tyne und bereiten sich auf ihren Schulabschluss vor. Sie verbringen ihre Nachmittage am Fluss, wo sie eines Tages einen wunderschönen Gesang hören, von dem sie alle gleichermaßen fasziniert sind.
Gemeinsam treten die Freunde eine Reise nach Northumberland an, wo sie den Gesang erneut hören. Nur Ella bleibt zurück in Newcastle, da ihre strengen Eltern ihr die Reise verboten haben. Sie treffen auf Orpheus, der für sie singt und auf seiner Leier spielt.
Claire ruft Ella an, um sie an dem Gesang teilhaben zu lassen. Als Claire zurück in Newcastle ist, berichtet Ella, wie fasziniert sie von Orpheus Gesang war und sich in ihn verliebt hat, als Claire sie aus Northumberland angerufen hat, um ihr Orpheus Musik zu zeigen.
Kurze Zeit später taucht Orpheus in Newcastle auf und kommt mit Ella zusammen. Sie beschließen bei der nächsten Reise nach Northumberland zu heiraten. Der Freundeskreis beginnt mit den Hochzeitsvorbereitungen und Claire ist es schließlich, die in Northumberland die Hochzeitszeremonie vollzieht. Kurz darauf wird Ella in den Dünen von Schlangen gebissen und stirbt.
Nach der Beerdigung trifft Claire auf Orpheus und zeigt ihm den Weg in die Unterwelt, damit er seinen Plan, Ella wieder zum Leben zu erwecken, durchsetzen kann.
Es findet ein Perspektivwechsel statt und Orpheus erzählt von seiner Reise in die Unterwelt und seinen Erfahrungen mit dem Tod. Er schafft es, ihn zu überzeugen, Ella wieder für das Leben freizugeben und tritt mit ihr die Rückreise an.
Dabei macht er jedoch den Fehler, sich nach Ella umzudrehen und verliert sie dadurch endgültig, da er sie in der Unterwelt nicht ansehen darf. Orpheus verschwindet daraufhin aus Newcastle.
Im Frühjahr des letzten Schuljahres taucht eine Schulkameradin bei Claire auf, die gesehen hat, wie Orpheus am Strand von Alnmouth in Northumberland  von mystischen, weiblichen Wesen brutal ermordet wurde.
Claire macht kurz darauf ihren Abschluss und beschließt nach Südengland zu gehen, um ihr Studium zu beginnen.

## Auszeichnungen
Das Buch wurde im November 2015 mit dem Guardian Children’s Fiction Prize ausgezeichnet.

## Sonstiges
Im September 2015 stellte David Almond das Buch als Deutschlandpremiere beim Kinder- und Jugendprogramm des 15. Internationalen Literaturfestivals Berlin vor.